# Кастильо, Яэль
Яэль Кастильо (англ. Yahel Castillo) — мексиканский прыгун в воду на 3-метровом трамплине. Занял 6 место на Олимпийских играх 2012 в Лондоне. Выступает в паре с Даниелем Исласом. Выиграл этап мировой серии в паре в Мексике 15 мая 2013 года. Также на том же этапе 19 мая выиграл личные соревнования. Бронзовый призёр чемпионата мира 2019 года.

## Карьера
На чемпионате мира 2019 года в корейском Кванджу в паре с Хуаном Мануэлем Селая завоевал бронзовую медаль в синхронных прыжках с 3-х метрового трамплина. 